# Austria na Letnich Igrzyskach Olimpijskich 1968
Austrię na Letnich Igrzyskach Olimpijskich 1968 reprezentowało 43 zawodników.

## Zdobyte medale
| Medal  | Zawodnik                      | Dyscyplina    | Konkurencja    |
| ------ | ----------------------------- | ------------- | -------------- |
| Srebro | Hubert Raudaschl              | Żeglarstwo    | klasa Finn     |
| Srebro | Liese Prokop                  | Lekkoatletyka | siedmiobój     |
| Brąz   | Gerhard Seibold Günther Pfaff | Kajakarstwo   | K-2 1000 m     |
| Brąz   | Eva Janko                     | Lekkoatletyka | rzut oszczepem |